# Jeremías Bogado
Juan Jeremías Bogado Britos (Limpio, Departamento Central, Paraguay, 4 de julio de 1995) es un futbolista paraguayo. Juega como interior izquierdo y su equipo actual es Unión Comercio de la Liga 2 de Perú. Fue internacional con la selección paraguaya sub-20. Tiene 29 años.

## Trayectoria

### Club Olimpia
Llegó a entrenar en las inferiores del Club Libertad, le dieron el pase libre, fue como jugador de prueba en el Olimpia, y terminó quedándose en el club de sus amores.
Desde pequeño quiso jugar en el club de "La Franja Negra". Llegó al club en el año 2012, para jugar en la Sub-17, y en abril del 2014 tuvo la posibilidad de debutar en Primera División, con apenas 18 años. Logró clasificar a la Copa Sudamericana 2015 con el Club Olimpia. Jugó al lado de Derlis González.

### Deportivo Capiata
Debido a la poca continuidad fue enviado a préstamo al Deportivo Capiatá.

### Pachuca
Luego de grandes actuaciones con Capiatá, se fue a préstamo con opción de compra al Pachuca. A pesar de ser campeón de la Liga Bancomer MX en el Clausura 2016, el DT Diego Alonso nada más le dio la oportunidad en un juego.

### General Caballero
Jugó 6 meses en General Caballero, pero descendió a la Segunda División de Paraguay.

### Comerciantes Unidos
En el 2017 firmó por Comerciantes Unidos para jugar el Campeonato Descentralizado 2017 y Copa Sudamericana 2017, donde se eliminó en primera ronda contra Boston River. Al finalizar la temporada, Bogado fue considerado como la mejor contratación y el mejor jugador del club. En el año jugó 37 partidos y anotó 7 goles, fue el jugador que más asistencias dio en su equipo. En el 2018 sus números con el equipo cutervino siguieron siendo espectaculares, en 37 partidos anotó 11 goles, sin embargo, a final de temporada desciende con club de Cutervo.

### Deportivo Municipal
En el 2019 ficha por el Deportivo Municipal para la Copa Sudamericana. Su primer año en elenco edil fue bastante buena, jugó 28 partidos y logró anotar 9 goles. En el 2020 tuvo una temporada irregular y de poca continuidad, jugó 9 partidos y anotó 2 goles.

## Clubes
| Club                | País     | Año         |
| ------------------- | -------- | ----------- |
| Olimpia             | Paraguay | 2014 - 2015 |
| Deportivo Capiatá   | Paraguay | 2015        |
| Pachuca             | México   | 2016        |
| General Caballero   | Paraguay | 2016        |
| Comerciantes Unidos | Perú     | 2017 - 2018 |
| Deportivo Municipal | Perú     | 2019 - 2020 |
| Unión Comercio      | Perú     | 2021 -      |

## Estadísticas

### Clubes
Actualizado el 30 de noviembre de 2020.
| Club                       | Temporada | Liga     | Liga  | Copa Nacional | Copa Nacional | Copa Internacional | Copa Internacional | Total    | Total |
| Club                       | Temporada | Partidos | Goles | Partidos      | Goles         | Partidos           | Goles              | Partidos | Goles |
| -------------------------- | --------- | -------- | ----- | ------------- | ------------- | ------------------ | ------------------ | -------- | ----- |
| Club Olimpia Paraguay      |           |          |       |               |               |                    |                    |          |       |
| 2014                       | 26        | 2        | -     | -             | 0             | 0                  | 26                 | 2        |       |
| 2015                       | 2         | 0        | -     | -             | 0             | 0                  | 2                  | 0        |       |
| Total                      | 28        | 2        | -     | -             | 0             | 0                  | 28                 | 2        |       |
| Deportivo Capiatá Paraguay |           |          |       |               |               |                    |                    |          |       |
| 2015                       | 11        | 1        | -     | -             | 0             | 0                  | 11                 | 1        |       |
| Total                      | 11        | 1        | -     | -             | 0             | 0                  | 11                 | 1        |       |
| Pachuca · México           |           |          |       |               |               |                    |                    |          |       |
| 2015-16                    | -         | -        | 2     | 0             | -             | -                  | 2                  | 0        |       |
| Total                      | -         | -        | 2     | 0             | -             | -                  | 2                  | 0        |       |
| General Caballero Paraguay |           |          |       |               |               |                    |                    |          |       |
| 2016                       | 9         | 1        | -     | -             | 0             | 0                  | 9                  | 1        |       |
| Total                      | 9         | 1        | -     | -             | 0             | 0                  | 9                  | 1        |       |
| Comerciantes Unidos · Perú |           |          |       |               |               |                    |                    |          |       |
| 2017                       | 37        | 7        | -     | -             | 1             | 0                  | 38                 | 7        |       |
| 2018                       | 38        | 10       | -     | -             | -             | -                  | 38                 | 10       |       |
| Total                      | 75        | 17       | -     | -             | 1             | 0                  | 76                 | 17       |       |
| Deportivo Municipal · Perú |           |          |       |               |               |                    |                    |          |       |
| 2019                       | 28        | 8        | 5     | 0             | 2             | 0                  | 35                 | 8        |       |
| 2020                       | 18        | 2        | -     | -             | -             | -                  | 18                 | 2        |       |
| Total                      | 46        | 10       | 5     | 0             | 2             | 0                  | 53                 | 10       |       |

## Palmarés

### Campeonatos nacionales
| Título           | Club    | País   | Año  |
| ---------------- | ------- | ------ | ---- |
| Liga Bancomer MX | Pachuca | México | 2016 |